# كاوسي
كاوسي (بالإستونيَّة: Kausi)، قرية تتبع دائرة ماريما في مقاطعة رابلا غرب إستونيا.